# Frederik Herman de Monté verLoren
Frederik Herman de Monté verLoren (Utrecht, 24 maart 1861 - Den Haag, 30 april 1925) was een Nederlandse ambtenaar en politicus voor de Anti-Revolutionaire Partij (ARP).

## Familie
De Monté verLoren was lid van de familie Verloren. Hij was een zoon van mr. Johan Philip de Monté verLoren (1831-1890), advocaat en Maria Cornelia Spengler (1835-1899). Hij trouwde met Willemina Maria Geertruida Willeumier (1879-1945).

## Loopbaan
De Monté verLoren studeerde technische wetenschappen aan de Polytechnische School te Delft, hij deed geen ingenieursexamen. Hij was van 1892 tot aan zijn overlijden ambtenaar bij het ministerie van Waterstaat, Handel en Nijverheid. Op de afdeling handel en nijverheid was hij adjunct-commies (1892), commies (1896) en hoofdcommies (1899), daarna stapte hij over naar de afdeling spoorwegen en was daar referendaris (1901) en hoofd, met de rang van administrateur (1906). Vanaf 1909 stond hij bij het ministerie op non-actief vanwege zijn verkiezing tot lid van de Tweede Kamer der Staten-Generaal.
Hij was financieel specialist in de kamerfractie van de ARP. Hij hield zich daarnaast vooral bezig met waterstaatsaangelegenheden (m.n. spoorwegen) en met buitenlandse zaken. Hij nam in de Kamer een voorname plaats in vanwege zijn algemene kennis, die zich overigens niet tot waterstaatszaken beperkte. Iijdens de kabinetsformatie van 1918 weigerde hij de ministerspost van het ministerie van Financiën. In 1919 behoorde hij tot de minderheid van zijn fractie die tegen de begroting van Marine van ARP-minister Bijleveld stemde. Verwerping van de begroting leidde tot het aftreden van de minister. Toen fractievoorzitter Hendrikus Colijn in 1922 bij de algemene beschouwingen bezuinigingen op defensie voorstelde, werd hij door een deel van zijn fractie onder leiding van De Monté verLoren gecorrigeerd.
De Monté verLoren overleed op 64-jarige leeftijd. Hij was bij zijn overlijden lid van 33 Tweede Kamercommissies. Hij was ridder in de Orde van Oranje-Nassau en ridder in de Orde van de Nederlandse Leeuw (1904).
- Biografisch Portaal: 91423974
- Parlement.com: vg09ll3hdyzz